# Unna Skure
Unna Skure är en sjö i Jokkmokks kommun i Lappland och ingår i Luleälvens huvudavrinningsområde.